# Ocupació de Luxemburg durant la Segona Guerra Mundial
L'ocupació de Luxemburg durant la Segona Guerra Mundial s'inicià el 10 de maig del 1940, quan les forces alemanyes envaïren el Gran Ducat de Luxemburg en el marc d'una operació més àmplia, Fall Gelb (l'atac contra França, Bèlgica i els Països Baixos). Les poques forces luxemburgueses no tingueren cap mínima possibilitat d'aturar l'avançada dels alemanys, més nombrosos, i el petit estat fou ocupat al cap de 24 hores.
Luxemburg fou incorporat al Tercer Reich seguint la política de la Gran Alemanya, els símbols de l'autonomia estatal foren abolits i qualsevol manifestació de dissidència fou durament reprimida. Després de més de quatre anys, el país fou alliberat per les forces aliades el setembre del 1944 i restituït a la seva independència.